# Melody Gardot
Pour les articles homonymes, voir Melody.
Melody Joy Gardot (prononcé en anglais : [ɡɑr'doʊ]), née le 2 février 1985 dans l’État du New Jersey aux États-Unis, est une auteure-compositrice interprète et musicienne (guitariste et pianiste) américaine.
Son premier album, Worrisome Heart, est distribué en 2006 puis réédité par Verve Records en 2008. Après l’avoir rencontrée à New York en 2008, le producteur Larry Klein commence une collaboration avec Melody Gardot. Ce travail commun aboutit à son deuxième album studio, My One and Only Thrill, en 2009. Tirée de cet album, la chanson Who Will Comfort Me? devient un succès classé dans le top 10 du réseau radiophonique américain Smooth Jazz. En 2009 également, Melody Gardot fait paraître un maxi, Live from SoHo, enregistré en direct lors d’un concert.
Musicalement, son style mélange les influences du jazz vocal, du folk, du fado et de la bossa nova. Elle dit être influencée aussi bien par des artistes de blues ou de jazz que par des artistes de folk, de pop, de rock ou issus du répertoire classique, citant notamment les noms de Billie Holiday, Bessie Smith, Judy Garland, Janis Joplin, Helen Merrill, Miles Davis, Duke Ellington ou George Gershwin. Elle puise aussi son inspiration dans les répertoires pop et rock, par exemple par la reprise d'une chanson de Radiohead. Elle insère dans quelques morceaux des éléments de scat. Enfin, elle rend hommage à la musique brésilienne ou sud-américaine, en se référant à la bossa nova.
Elle a réalisé plusieurs tournées européennes et chanté plusieurs fois en France.

## Biographie
Melody Gardot grandit à Philadelphie du Nord-Est des États-Unis. Elle fut élevée principalement par ses grands-parents, sa mère, photographe, travaillant et voyageant la plupart du temps. Elles se déplaçaient souvent autour du New Jersey et, en conséquence, ne disposaient que de peu de biens, à part quelques valises.
Melody Gardot a étudié au Community College of Philadelphia.
Le 11 novembre 2003, alors qu'elle fait du vélo à Philadelphie, Melody Gardot est renversée par une Jeep Cherokee dont le conducteur n'a pas respecté un feu de signalisation.
Sévèrement polytraumatisée (crâne, colonne vertébrale et bassin), elle est clouée sur un lit d'hôpital pendant environ un an et doit suivre des séances de rééducation pour exécuter des tâches courantes simples comme se brosser les dents ou se remettre à marcher. Parmi les séquelles de son traumatisme crânien, la plus évidente est une hypersensibilité à la lumière, qui l'oblige à porter des lunettes teintées en permanence.
Elle garde aussi des troubles de la mémoire à court et à long termes, ainsi que de la notion du temps. Melody Gardot décrit ce handicap comme « escalader le mont Everest tous les jours », car elle se réveille souvent sans se souvenir de ce qu'elle a à faire dans la journée. Sur le plan physique, elle garde des troubles de la marche compensés par l'utilisation d'une canne.
Suite à cela, elle milite en faveur de la musicothérapie et de l'aide que peut apporter cette méthode de soins à des personnes fortement traumatisées.
À l'époque de son accident, elle était déjà pianiste, mais durant sa longue rééducation, ses blessures l'empêchent de s'asseoir et donc de pratiquer son instrument de prédilection. C'est donc vers la guitare qu'elle se tourne. Elle apprend alors à en jouer et commence à composer des chansons.

## Début de sa carrière discographique
En 2005, sort un premier EP 6 titres, Some Lessons - The Bedroom Sessions, qui reçoit un très bon accueil critique. Il comprend la plupart des morceaux qu’elle a écrits lors de sa convalescence. C’est alors qu’elle commence à interpréter ses titres dans certaines salles de spectacle et cafés de Philadelphie, avant d'être repérée par la station de radio locale WXPN. En plus de diffuser ses chansons, WXPN l’a encouragée à façonner une maquette, qui a été rapidement reprise par le label Universal Records.
Elle est alors repérée par une maison de disques spécialisée dans le jazz : Verve. En 2008, elle sort son premier album , Worrisome Heart, qu'elle a entièrement écrit et composé. C'est un succès critique et commercial. Elle se produit ensuite souvent en concerts.
Un deuxième album, My One and Only Thrill, paraît en 2009, qui reçoit très rapidement le même succès. Melody Gardot en compose aussi toutes les chansons, excepté une reprise de Over the rainbow qu'elle chante en solo, mais également en un duo franco-anglais avec Eddy Mitchell, sous le titre Derrière l'arc-en-ciel (album d'Eddy Mitchell, Grand écran).
Elle parle français couramment.
Puis, en 2011 parait le deuxième EP de l'artiste A Night With Melody, qui contient 4 chansons, dont un medley Smooth Operator / Summertime Medley, de Sade et George & Ira Gershwin, une réinterprétation du classique Edelweiss de Oscar Hammerstein II et Richard Rodgers, ainsi que le succès You Are My Sunshine et une chanson signée par elle dans une version alternative, Our Love Is Easy.
Ensuite, en 2012, elle sort l'album The Absence, suivit en 2015 de Currency Of Man. Puis elle fait paraitre en 2018, son premier album double enregistré lors de sa tournée en Europe simplement titré, Live In Europe. Et en 2020, sort son cinquième album studio, Sunset In The Blue.
Et sur son sixième album studio, Entre Eux Deux sorti en mai 2022, avec le pianiste franco-brésilien Philippe Baden Powell, Melody chante en français sur trois chansons, soit Plus fort que nous, À la tour Eiffel et Fleurs du dimanche. Le piano est le seul instrument sur cet album minimaliste.

### Vie privée
Sa spiritualité est empreinte de bouddhisme.
Pendant plusieurs années après son accident, Melody Gardot voyage avec un physiothérapeute et porte autour de la taille un appareil d'électrothérapie lui permettant de soulager ses douleurs.
Elle a été initiée à l'alimentation macrobiotique et expérimente cette cuisine en y consacrant plusieurs heures par jour. Elle pense en sentir les effets bénéfiques, notamment « une meilleure tolérance à la douleur, un moyen de se relaxer en préparant ses repas mais aussi à trouver plus facilement le sommeil. »
La chanteuse partage sa vie entre plusieurs villes, mais réside souvent en France, à Paris.

## Discographie

### Extended Plays
- 2005 : Some Lessons: The Bedroom Sessions
- 2009 : Live from SoHo
- 2010 : Bye Bye Blackbird
- 2011 : A Night with Melody

### Singles
- "Worrisome Heart" (2008)
- "Goodnite" (2008)
- "Quiet Fire" (2008)
- "Who Will Comfort Me" (2009)
- "Baby I'm a Fool" (2009)
- "If the Stars Were Mine" (2009)
- "Your Heart Is as Black as Night" (2011)
- "Mira" (2012)
- "Amalia" (2012)
- "La vie en rose" (2012)
- "Same to You" (2015)
- "Preacherman" (2015)
- "It Gonna Come" (2016)
- "From Paris with Love" (2020)
- "Little Something" (Avec Sting) (2020)
- "Sunset in the Blue" (2020)
- "C'est Magnifique" (Avec Antonio Zambujo) (2020)

### Participations
- High night sur l'album Rio de Till Brönner (2008).
- Derrière l'arc-en-ciel sur l'album Grand Écran d'Eddy Mitchell (2009).
- If I'm lucky sur l'album Sophisticated Ladies de Charlie Haden Quartet West (octobre 2010).
- Sous les ponts de Paris sur l'album Ça se traverse et c'est beau de Juliette Gréco (janvier 2012).
- Mon fantôme sur l'album Song, Song, Song du pianiste Baptiste Trotignon (septembre 2012).
- Four Women sur l'album Autour de Nina en hommage à Nina Simone (2014)
- C'est trop tard sur l'album Elles et Barbara (2017)
- J’attendrai sur l'album Dalida by Ibrahim Maalouf du trompettiste Ibrahim Maalouf  (novembre 2017).
- La chanson des vieux amants, sur l'album Ces gens-là en hommage à Jacques Brel (2019)
- La Javanaise, sur l'album Les Pianos de Gainsbourg d'André Manoukian (2021)
- Souvenirs manqués, sur l'album Mesdames de Grand Corps Malade (2021)
- Little Something, sur l'album Duets de Sting (2021)

## Vidéographie
- Melody Gardot Live at the Olympia (2016) - Concert enregistré à l'Olympia en 2015 (sous le label Eagle Rock / Universal)[9]